# Мрози
Мрози (пољ. Mrozy) град је у Пољској у Војводству мазовском. По подацима из 2012. године број становника у месту је био 3440.

## Становништво
| 2012. |
| ----- |
| 3.440 |